# Mlýnický Dvůr
Mlýnický Dvůr (německy Hoflenz) je vesnice, část obce Červená Voda v okrese Ústí nad Orlicí. Nachází se asi 4 km na jih od Červené Vody. Prochází tudy železniční trať Ústí nad Orlicí – Štíty. V roce 2009 zde bylo evidováno 52 adres. V roce 2001 zde trvale žilo 104 obyvatel.
Mlýnický Dvůr je také název katastrálního území o rozloze 5,18 km².

## Historie
První písemná zmínka o obci pochází z roku 1481.
| Rok            | 1869 | 1880 | 1890 | 1900 | 1910 | 1921 | 1930 | 1950 | 1961 | 1970 | 1980 | 1991 | 2001 | 2011 | 2021 |
| -------------- | ---- | ---- | ---- | ---- | ---- | ---- | ---- | ---- | ---- | ---- | ---- | ---- | ---- | ---- | ---- |
| Počet obyvatel | 433  | 407  | 397  | 342  | 372  | 329  | 419  | 157  | 202  | 219  | 162  | 133  | 104  | 94   | 77   |

## Pamětihodnosti
- zámek
- Kostel Narození P. Marie